# HD 113766
HD 113766 (HIP 63975 / SAO 223904) es una estrella binaria en la constelación de Centaurus de magnitud aparente +7,56. En una de las estrellas del sistema se ha encontrado un disco protoplanetario. Se encuentra a unos 424 años luz de distancia de la Tierra.
El sistema estelar HD 113766 está formado por dos estrellas muy jóvenes, con una edad en torno a 16 millones de años, de tipos espectrales F3 y F5. En torno a la estrella principal, HD 113766 A, se ha encontrado un disco de polvo caliente con una temperatura aproximada de 440 K. Cien veces más masivo que el cinturón de asteroides del sistema solar, se piensa que está colapsando para formar un planeta terrestre que estará situado en la zona de habitabilidad,a 1,8 UA de la estrella, en donde puede existir agua en estado líquido. El análisis químico y mineralógico del material del disco muestra que su composición es similar a la de los asteroides metálicos de tipo-S.
Si bien no se ha encontrado vapor de agua asociado al disco de polvo, se han descubierto dos concentraciones de material rico en hielo alrededor de HD 113766 A: el primero entre 4 y 9 UA, la distancia del cinturón de asteroides al Sol, y la segunda entre 30 y 80 UA, la distancia a la que está el cinturón de Kuiper en el sistema solar.
La otra estrella del sistema, HD 113766 B, es muy similar a la componente A, y se encuentra a 170 UA (4 veces la distancia entre Plutón y el Sol), por lo que su presencia no afecta a la formación del planeta en torno a HD 113766 A.